# 李霞 (1962年8月)
李霞（1962年8月—），女，汉族，安徽霍山人，中华人民共和国政治人物、第十二届全国人民代表大会安徽地区代表。
毕业于南京大学中国哲学专业，加入中国民主建国会。2013年，被选为全国人大代表。